# Celsius 2000
Celsius 2000 este o companie producătoare de centrale termice din România.
Compania produce centrale termice în condensare.
Celsius 2000 este o companie deținută integral de către firma britanică Keston.
Compania a fost înființată în 1993 sub numele de Omnitech Partners SRL, fiind o societate cu capital privat integral american deținută 100% de către Omnitech Partners.
Compania a început producția de centrale termice în 1994, după un brevet american, care nu fusese până atunci aplicat.
Ulterior, principalul client al companiei românești - britanicii de la Keston Boilers au achiziționat Omnitech Partners SRL de la patronul american, iar în 2000 numele companiei a fost schimbat în Celsius 2000.
Compania deține o fabrică în județul Ilfov.
Număr de angajați în 2004: 84
Cifra de afaceri în 2006: 6,5 milioane euro